# Adhesive
Adhesive var ett svenskt punkband som bildades i Katrineholm 1994 och splittrades 2002.

## Diskografi

### Album
- Sideburner (Ampersand/Onefoot (US), 1996)
- From Left to Right (Ampersand, 1998)
- We Got the Beat (Ampersand, 2000)

### EP
- Yoghurt (1995)
- On a Pedestal (1996)
- Prefab Life (1998)

### Splits
- No Better, No Worse (split med Pridebowl, 1997)

### Compilations
- Definitivt 50 spänn 10 - medverkar med låten "Uphill Struggle".